# Nobuhiko Takada
Nobuhiko Takada (髙田延彦 Takada Nobuhiko?) (Yokohama, Kanagawa; 12 de abril de 1962) es un artista marcial mixto y luchador profesional japonés retirado, famoso por su carrera en Universal Wrestling Federation, Union of Wrestling Forces International y New Japan Pro Wrestling.
Dotado de una larga trayectoria en los cuadriláteros, Takada figura como uno de los luchadores profesionales más populares de Japón en su época, y es considerado uno de los principales impulsores del shoot wrestling y las artes marciales mixtas (MMA) a nivel tanto nacional como internacional. Nobuhiko fue miembro fundador y principal impulsor de las desaparecidas empresas Union of Wrestling Forces International, PRIDE Fighting Championships y HUSTLE, y ha sido entrenador de luchadores de MMA de talla mundial como Kazushi Sakuraba y Kiyoshi Tamura, entre otros.
En la actualidad, Takada regenta la dirección del Takada Dojo, agrupación de MMA fundada por él.

## Carrera como luchador profesional
Inicialmente aficionado al béisbol, el joven Nobuhiko se interesó por la lucha libre profesional cuando vio luchar a Antonio Inoki por televisión, quedando impresionado por su carisma. Decidido a seguirle, Takada entrenó por sí mismo hasta que tuvo edad suficiente para entrar en el dōjō de Inoki, donde conoció a su futuro mentor Yoshiaki Fujiwara y a Akira Maeda.

### New Japan Pro Wrestling (1981-1984)
Takada debutó en New Japan Pro Wrestling en 1984, en una derrota contra Norio Honaga. El resto del año, como era costumbre entre los novatos, Takada compitió principalmente de jobber, aunque tuvo también numerosas victorias contra otros principiantes. Entre estos se hallaba Kazuo Yamazaki, con quien Takada tuvo combates tan notorios que TV Asahi televisó uno de ellos, algo insólito para los principiantes de New Japan. Por ello, fue nombrado tsukibito o asistente personal de Antonio Inoki.
En 1983, Takada acompañó a Inoki a Canadá para su competición en un programa de Stampede Wrestling, y cuando Tiger Mask, que estaba inscrito en el evento, anunció su retiro, Nobuhiko le sustituyó, siendo presentado globalmente a la audiencia de Japón por primera vez. Después de ello, Takada empezó a conseguir victorias mayores, y compitió en 1984 en una liga por el WWF Junior Heavyweight Championship.

### Universal Wrestling Federation (1984-1986)
En abril de 1984  fue abierta Universal Wrestling Federation, una promoción en la que se presentó un estilo de lucha marcadamente realista llamado shoot wrestling, y Takada fue enviado a participar en su primer evento. Terminado el programa, Takada y su maestro Yoshiaki Fujiwara dejaron NJPW y se unieron a UWF a tiempo completo. Takada había encontrado muy a su gusto el shoot-style, y promovió junto con los miembros de la empresa una aproximación más marcial y creíble de la lucha libre. Su principal motivación era que, por más éxito que fueran a conseguir en la lucha libre, no serían considerados por el público de la misma manera que si sus luchas fueran reales, por lo que abogaron por un estilo en el que los enfrentamientos parecieran lo más reales posible.
Aunque las estrellas de la promoción fueron principalmente Maeda y Satoru "Super Tiger" Sayama, Takada fue considerado un miembro muy prometedor e hizo frecuente equipo con ellos y con Fujiwara, a la vez que conseguía múltiples victorias contra luchadores individuales. El apogeo de UWF duró hasta 1986, cuando fue disuelta debido a un conflicto entre Maeda y Sayama.

### Retorno a New Japan Pro Wrestling (1986-1988)
Tras la caída de UWF, Takada y los demás miembros reaparecieron en NJPW formando un stable de usuarios de shoot wrestling para (kayfabe) invadir la empresa. Takada y los demás habían visto potenciada su popularidad gracias a su carrera en UWF, así como por su anterior rebelión y salida de New Japan. Se dijo que Inoki sólo les había permitido volver porque él mismo había realizado una rebelión similar para fundar NJPW.
Takada entró en un feudo con Shiro Koshinaka, quien se había unido a NJPW el año anterior después de haber sido el asistente personal de Giant Baba en All Japan Pro Wrestling, el mismo rol que tenía Takada con Inoki en New Japan. Takada y Koshinaka batallaron por el IWGP Junior Heavyweight Championship, dando como resultado combates memorables. Así mismo, Takada y Akira Maeda ganaron el IWGP Tag Team Championship ante Keiji Muto & Koshinaka, reteniéndolo hasta que fueron vencidos por sus compañeros de UWF Kazuo Yamazaki & Yoshiaki Fujiwara.
En 1988, meses después del escándalo del Sumo Hall durante el debut de Big Van Vader, NJPW atravesaba problemas económicos y redujo todos los salarios, lo que hizo que Takada y su equipo dejaran la empresa para formar la nueva encarnación de Universal Wrestling Federation, UWF Newborn.

### UWF Newborn (1988-1990)
Takada y Kazuo Yamazaki se unieron a UWF Newborn al poco de su resurgimiento. La empresa seguía las mismas normas de realismo de su anterior encarnación, introduciendo nuevas normas de knockout y rondas como en las artes marciales. Nobuhiko participó activamente en la empresa, consiguiendo un gran número de victorias, y se perfiló como la segunda estrella de UWF Newborn, después de Akira Maeda. En 1990, la empresa se deshizo nuevamente, y sus miembros tomaron caminos separados.

### Union of Wrestling Forces International (1991-1996)
En 1991, los antiguos miembros de UWF fundaron la Union of Wrestling Forces International (UWFi), como la tercera encarnación de la empresa. Pronto, Nobuhiko se convirtió en el luchador más popular de la empresa, y su carisma y sus atleticismo le convirtieron en un ídolo de la lucha libre de Japón, recibiendo el título de "Saikyou" (最強 Saikyō?, El Más Fuerte).
Takada comenzó 1991 anotando varias victorias contra oponentes como Tatsuo Nakano, Kazuo Yamazaki o Bob Backlund. Este último tuvo un enardecido feudo con Takada, en cuyo primer encuentro Nobuhiko le derrotó en tan sólo 75 segundos. Debido a las protestas del público, se celebró una lucha de revancha, en la que Takada volvió a ganar.
A pesar de que UWF-i era una promoción de combates prederteminados, algunas veces celebraban luchas reales de kickboxing o artes marciales mixtas con peleadores de otras disciplinas para probar que sus miembros eran los más eficaces en la lucha. Uno los primeros de estos eventos fue entre Takada y el campeón de boxeo Trevor Berbick, encuentro que recordaba a la famosa lucha entre Antonio Inoki y Muhammad Ali en 1976. Comenzado el combate, Takada empezó a hostigar a Berbick con múltiples patadas a las piernas del boxeador, a lo que Trevor respondió quejándose al árbitro, pues no se había asegurado de conocer las normas y creía que las patadas por debajo del cinturón eran ilegales. El árbitro aclaró que dichos golpes eran legales e hizo continuar la lucha, en la que Takada siguió manteniendo la ventaja gracias a su manejo de piernas, lo que enfurecía cada vez más a Berbick. Al final, después de recibir una certera patada de Takada a la cabeza, Berbick bajó del cuadrilátero y salió de la arena. Trevor fue declarado perdedor por abandono y Takada fue aclamado por los fanes, que habían visto a la lucha libre japonesa derrotar al boxeo.
Tras múltiples victorias, Takada encontró su primera derrota a manos de Gary Albright, uno de sus oponentes más duros. Sin embargo, cuando fue introducido el primer campeonato de UWF-i, el Real Pro Wrestling World Heavyweight Championship, Takada y Albright se enfrentaron de nuevo y esta vez Takada ganó, siendo coronado como campeón. Un mes después de ganar el título, Takada tuvo un famoso combate contra el ex yokozuna Koji Kitao. Habiendo derrotado a Kazuo Yamazaki meses antes, Kitao había llegado a la cima de UWF-i, y la lucha contra Takada era inevitable. Llegado el momento, las negociaciones sobre el resultado del encuentro fueron difíciles, y el consenso entre el personal de UWF-i y Kitao fue que el combate, que se celebraría por rondas de tiempo, acabaría en empate. Durante la lucha, Takada y Kitao batallaron por rondas, prestos a terminar como se había acordado; pero Takada, viendo su oportunidad, lanzó una patada a la cabeza del sumo que le noqueó instantáneamente. De esta manera, Nobuhiko fue declarado ganador, y su sagaz victoria sobre el impopular Kitao subió todavía más su notoriedad.
En 1992, el directivo Lou Thesz retó a los campeones mundiales de las otras empresas (Mitsuharu Misawa de All Japan Pro Wrestling y Masahiro Chono y The Great Muta de New Japan Pro Wrestling) a una lucha contra Takada para demostrar quién era el auténtico campeón de Japón, acusándoles de no ser verdaderos luchadores. Chono había lanzado un desafío similar, y Takada se presentó para aceptarlo, declarando que lucharía incluso sin honorarios en un combate real contra Chono, pero este no aceptó tal condición y el combate nunca se celebró. Sólo Super Vader, campeón de la World Championship Wrestling traído desde los Estados Unidos, accedió al desafío de Thesz, y Takada entró en un feudo con él. Takada retuvo el título en el primer combate entre ellos el 5 de diciembre, pero al final de torneo Best of the World Tournament 1994 lo perdió contra Vader en una aclamada revancha, que es considerada el mejor combate de la historia de UWF-i y uno de los mejores en la lucha libre japonesa. El 20 de abril de 1995, Takada noqueó a Vader y recobró el campeonato en otro no menos loado enfrentamiento.
A mediados de 1995, el miembro de la empresa Yoji Anjo recomendó realizar shows conjuntos con NJPW para solventar los problemas económicos de la promoción, que carecía de patrocinadores. Contando el acuerdo del booker de NJPW, Riki Chōshū, UWF-i celebró varios programas entre ambas empresas; sin embargo, Chōshū aprovechó para vengarse de los anteriores comentarios de Takada y Thesz y ordenó que los luchadores de UWFi, a excepción de Nobuhiko, perdiesen los combates contra los de NJPW. Takada ganó el IWGP Heavyweight Championship ante Keiji Muto, reteniéndolo durante un tiempo hasta perderlo contra una figura tan popular como él, Shinya Hashimoto, en lo que fue llamado el combate del año. Poco después, la alianza con New Japan terminó. En julio, Takada anunció su retiro a fin de presentarse como candidato para la Cámara de Representantes de Japón, pero no consiguió votos suficientes, y volvió a UWF International.
Tras ello, UWF-i consiguió otro acuerdo, mucho más razonable, con Wrestle Association R. Takada ganó el WAR World Six-Man Tag Team Championship con sus aprendices Yuhi Sano & Masahito Kakihara y entró en una rivalidad con el director de WAR, Genichiro Tenryu, compitiendo en lo que de nuevo fue titulado como el combate del año. Tres meses después, Takada, Sano y Kakihara perdieron el título triple ante Yoji Anjo, Hiromichi Fuyuki & Bam Bam Bigelow. Además, Takada protagonizaría un sonado momento en esta empresa cuando realizó un scoop slam al enorme John Tenta durante una de sus luchas.
En 1997, UWF Internacional cerró sus puertas.

### Kingdom (1997-1998)
Después del cierre de Union of Wrestling Forces International, Takada y los suyos fundaron la promoción Kingdom, que constituía una versión en pequeño de UWF-i. Sin embargo, Kingdom nunca consiguió levantarse del todo, y sólo tuvo un año de actividad. Takada mismo estaba concentrado en su siguiente carrera en las artes marciales mixtas, fundando el Takada Dojo, y nunca formó parte de Kingdom en su totalidad.

## Carrera como artista marcial mixto
Aunque las habilidades de sumisión de Takada eran consideradas notables tanto en la lucha libre como en la lucha real, la edad de Nobuhiko y el castigo sufrido por su cuerpo en dieciséis años de carrera abrieron una brecha entre él y los jóvenes y bien condicionados luchadores de artes marciales mixtas, lo que a lo largo de su experiencia en este deporte le produciría un récord de luchas con escasas victorias, pero Takada expresó en repetidas ocasiones su deseo de superarse. Nobuhiko, representante de la antigua UWF-i, había perdido parte de su fama al ser vencido por Gracie, pero se ganó de nuevo el respeto del público al insistir en competir en MMA a pesar de no tener ya la capacidad física necesaria para vencer. Años después, en el apogeo de PRIDE, varias voces declararían que sin Takada, PRIDE no habría llegado a existir.

### PRIDE Fighting Championships (1997-2007)
En 1997, tres años después de que el luchador de artes marciales mixtas (MMA) Rickson Gracie derrotase a Yoji Anjo cuando este actuaba como enviado de Union of Wrestling Forces International, Takada fue requerido como antiguo dirigente de UWF-i para restaurar el honor de Anjo y del shoot wrestling en general. Por ello, y debido a que UWF-i había cerrado sus puertas en 1996, Takada consiguió el apoyo de Hiromichi Momose para crear el nuevo evento, KRS PRIDE, en el que Takada se enfrentaría a Gracie. Esta lucha fue protagonizada los que eran considerados los mejores luchadores de sus países de origen, respectivamente Japón y Brasil, pero el resultado no fue tan épico como se esperaba: Rickson derrotó a Takada en relativamente poco tiempo. A pesar de la enérgica resistencia de Takada, el brasileño hizo valer la abismal diferencia de experiencia y logró el armbar sobre Nobuhiko, tras una sucesión de derribo y posición montada. Después del encuentro, Takada quedó muy contrito por la derrota y se planteó dejar la competición, pero volvió a la actividad poco después. El evento, sin embargo, había tenido un enorme éxito, y pasó a convertirse en una empresa completa, más tarde conocida como PRIDE Fighting Championships.
Un año después, en la tercera edición del evento, Takada hizo su retorno a PRIDE derrotando al kickboxer Kyle Sturgeon en un combate predeterminado, como era costumbre en las promociones de MMA de Japón para elevar a sus luchadores. Entre tanto Rickson, quien había vuelto a PRIDE y estaba en negociaciones de enfrentarse a nombres como Akira Maeda, volvió a hacerse oír y declaró que Takada le había impresionado en la lucha entre ellos, y que le elegía a él de nuevo como su oponente. Por ello, ambos volvieron a enfrentarse en PRIDE 4 en una lucha de revancha. Esta vez, Takada sabía a qué atenerse y capeó los derribos de Rickson a fin de mantenerle lejos del suelo, neutralizando así la ventaja del brasileño y permitiendo a Nobuhiko intercambiar ataques con él de pie. Sin embargo, tras derribar a Gracie, Takada se confió en exceso y descendió al suelo con él, por lo que la lucha volvió a ponerse en su contra. El japonés, dentro de la guardia de Gracie, intentó realizar una leglock, pero su ofensiva no tuvo éxito, y Rickson pudo finalmente obtener la posición montada. Después de otro intento de leglock de Takada, Rickson reposicionó y desde ahí logró el armbar. Takada había perdido de nuevo, pero solo después de una extensa e igualada lucha que vio su mejor esfuerzo. Más satisfecho esta vez con el transcurrir del combate, Takada pasó a formar parte de la junta directiva de PRIDE, y al cabo del tiempo fue nombrado director de la empresa, cargo que alternó con sus actividades en el cuadrilátero. A la vez, Nobuhiko fundó una agrupación de artes marciales mixtas llamada Takada Dojo, en la que uno de sus miembros, Kazushi Sakuraba, asumió exitosamente el rol de vengador del shoot wrestling contra el jiu-jitsu brasileño y pasó a ser llamado «Gracie Hunter» por sus victorias contra miembros de la familia de Rickson.
Durante el PRIDE Grand Prix 2000, Takada tuvo otro enfrentamiento con otro Gracie de nivel: Royce, hermano de Rickson y veterano de Ultimate Fighting Championship. En esta lucha, Takada fue atraído forzosamente a la guardia de Royce, pero después de un forcejeo, el japonés utilizó el gi de Royce para mantenerle controlado y evitar sus sumisiones. Gracie trató de neutralizarle con golpes, pero Takada aguantó y mantuvo la posición hasta que el combate acabó, quince minutos más tarde. Aunque el brasileño no consiguió someterle, Takada acabó perdiendo la lucha por decisión arbitral, dando paso en el torneo a la lucha entre Royce y el aprendiz de Nobuhiko, Kazushi Sakuraba. Poco después, Takada reveló que se había lesionado en la pierna durante un entrenamiento, explicando así su falta de movilidad en la lucha.
Más tarde, Takada se enfrentaría al temible kickboxer Mirko «Cro Cop» Filipović. Aunque Nobuhiko consiguió evitar las patadas y puñetazos de Mirko durante un tiempo e intentó toda clase de derribos para intentar llevarlo al piso, sus intentos no tuvieron éxito, y después de fracturarse un pie en la segunda ronda, debió permanecer en la lona el resto del combate. Esto le permitió llegar al empate gracias a las reglas especiales de la lucha, aunque no fue visto con buenos ojos por parte de los críticos. El mismo resultado tendría su siguiente combate contra el también kickboxer Miker Bernardo: la lucha acabó en empate sin ver virtualmente nada de acción, debido a la excesiva cautela de los dos contrincantes. La siguiente pelea de Takada sería la última, y después de barajar varios oponentes, se eligió a su otro mayor aprendiz, Kiyoshi Tamura, quien le noqueó después de un breve intercambio de puñetazos. Acabado el encuentro, y tras una emocionante ceremonia de retiro, Nobuhiko declaró que abandonaba el ring, pero que permanecería en PRIDE y su empresa madre Dream Stage Entertainment como directivo y mánager. Takada ocupó este puesto hasta el fin de la compañía.

## Retorno a la lucha libre profesional

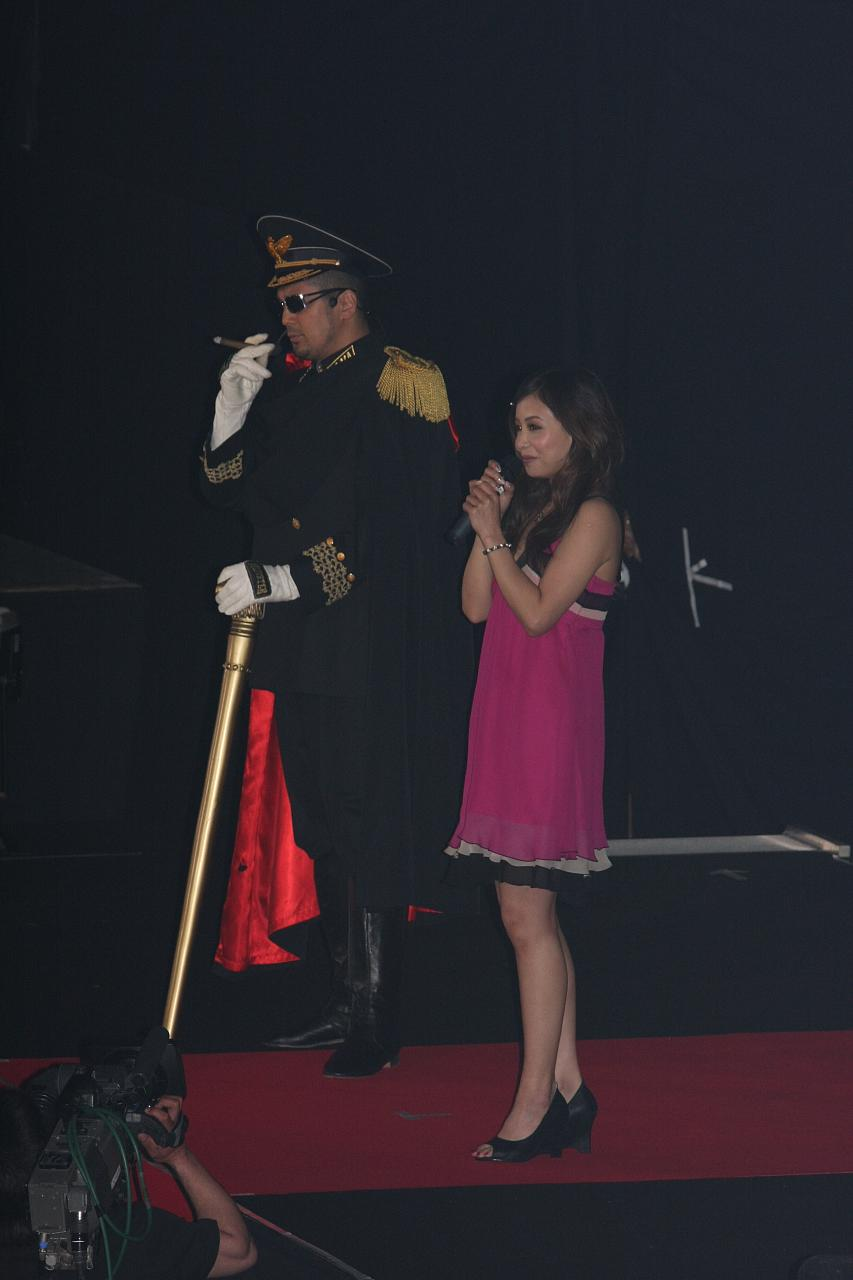
Generalissimo Takada junto a Yinling.

### HUSTLE (2004-2009)
En 2004, Takada y Dream Stage Entertainment crearon una nueva promoción llamada HUSTLE, en la que Takada declaró que usaría nuevas formas de entretenimiento deportivo, a diferencia del estilo serio y realista de la anterior empresa de Takada, UWF.
Durante una conferencia de prensa (toda ella kayfabe) que tuvo lugar en diciembre de 2003, Nobuyuki Sakakibara criticó la lucha libre profesional en favor de las artes marciales mixtas (MMA), y causó la ira de Naoya Ogawa, quien estando sentado a su lado, volcó la mesa de una patada y se encaró a él, defendiendo la lucha libre ante todo. Poco después, Takada acudió a apoyar a Sakakibara, y proclamó que él defendería el honor de las MMA ante la lucha libre, tal y como había hecho con el shoot wrestling en sus anteriores empresas. Ambos acordaron resolver la disputa en el evento HUSTLE-1, donde un grupo de luchadores elegidos por Takada se enfrentaría a otro elegido por Ogawa, quien además debería enfrentarse a Bill Goldberg. Durante el evento, Giant Silva intervino para causar la derrota de Ogawa, tras lo que ambos grupos se atacaron entre sí.
Durante el siguiente programa de HUSTLE, Takada se presentó vestido como un dictador estereotipado -usando un uniforme más bien similar al de Dessler del anime Space Battleship Yamato- y se proclamó a sí mismo Generalissimo Takada (高田総統 Takada Soto?), revelando su auténtica intención: destruir la lucha libre profesional de Japón. Bajo esta nueva imagen, el primer gimmick usado por Takada en toda su carrera, Nobuhiko interpretaba a un malvado personaje con fuertes reminiscencias a Yasunori Kato de Teito Monogatari, dotado una amplia gama de poderes sobrenaturales y al mando de un séquito de secuaces conocidos colectivamente como «Takada Monster Army» o «Team Takada Monster». Durante el desarrollo de HUSTLE, el grupo de Generalissimo Takada se enfrentó al «HUSTLE Army» de Ogawa, consagrado a defender la lucha libre, dando lugar a infinidad de storylines. 
Junto a todo ello, Nobuhiko apareció interpretando otro personaje llamado The Esperanza (ザ・エスペランサー Za Esuperansā?), un androide con poderes paranormales creado a imagen y semejanza de Takada. The Esperanza derrotó con facilidad a los principales del HUSTLE Army, TAJIRI y Hard Gay, siendo considerado invencible; pero en Hustlemania 2007, Wataru Sakata logró vencerle gracias a la ayuda de su esposa Eiko Koke y su poder «LOVE & HUSTLE». Derrotado, pero no destruido, Esperanza fue reconstruido en una versión superior llamada Esperanza the Great (エスペランサー・ザ・グレート Esuperansā za Gurēto?), que aparecería en Hustlemania 2008 para acabar con el legendario The Great Muta. Aunque Esperanza dominó la lucha y se disponía a acabar con Muta, este logró arrastrarle al infierno con él. En julio de 2009, en el evento HUSTLE Aid, otra encarnación de Esperanza, esta vez llamada Esperanza the God (エスペランサー・ザ・ゴッド Esuperansā za Goddo?), se enfrentó al último líder del HUSTLE Army, Magnum TOKYO, quien contra todo pronóstico pudo derrotarle en solitario. 
Después de la derrota de Esperanza the God, Generalissimo Takada apareció y anunció su retiro, declarando que lo que él buscaba desde un inicio era hacer un cambio radical en la lucha libre y que sentía que había completado esta tarea, pero un nuevo enemigo llamado King RIKI irrumpió y (kayfabe) asesinó a Takada, proclamando tener por objetivo destruir HUSTLE. Takada, moribundo, proclamó que HUSTLE viviría para siempre, y poco después desapareció en una nube de humo. Esa fue la última aparición televisada de Takada en la empresa, que continuó sin su dirección.

## Vida personal
Takada está casado desde 1994 con la presentadora Aki Mukai. La pareja tuvo dos hijos en 2006 a través de una madre de alquiler, debido a la histerotomía de Mukai por un pasado cáncer de útero.
Takada ha sido conocido por su turbulenta amistad con Keiji Muto. En una entrevista, Keiichi Yamada mencionó que Muto y Takada solían discutir en los gimnasios de NJPW, y que en una ocasión se pelearon a puñetazos durante una noche entera en un bar de Tokio. Así mismo, durante los programas conjuntos entre NJPW y UWF-i, se dijo que Muto había sido incooperativo con Takada en el primer combate entre ambos para sabotear la contienda. Los dos se reconciliaron finalmente en el evento Inoki Bom-Ba-Ye 2000, en el que hicieron equipo en un combate de lucha libre.

## En lucha
- Movimientos finales
  - Cross armbar[1][2]
  - Crossface chickenwing[1]
  - High-speed roundhouse kick a la cabeza del oponente[2]

- Movimientos de firma
  - Ankle lock[20]
  - Cross kneelock[3]
  - Elevated Boston crab[20]
  - Fujiwara armbar[20]
  - Guillotine choke[21]
  - Harai goshi
  - Heel hook[20]
  - High-angle camel clutch[21]
  - Kneeling belly to belly piledriver[22]
  - Knee strike a la cabeza del oponente[21]
  - Múltiples palm strikes[21]
  - Sleeper hold[20]
  - Varios tipos de kick:
    - Drop,[2] a veces desde una posición elevada[22]
    - Football a la cara de un oponente levantándose[21]
    - Jumping high[21]
    - Jumping sole[23]
    - Múltiples stiff roundhouse al torso y las piernas del oponente[21]
    - Spin[21]

  - Varios tipos de suplex:
    - Belly to back[2]
    - Belly to belly[3]
    - Bridging full Nelson[3]
    - Bridging German[22]

- Apodos
  - "Saikyō" (最強 Saikyō?, El Más Fuerte)[6]
  - "Heisei no Kakutō Ō" (平成の格闘王 Heisei no Kakutō Ō?, El Rey de la Lucha de Heisei)[7]
  - "Esperanza" (エスペランサ Esuperansa?)[2]
  - "Boss Takada"

## Campeonatos y logros
- New Japan Pro Wrestling
  - IWGP Heavyweight Championship (1 vez)
  - IWGP Junior Heavyweight Championship (1 vez)
  - IWGP Tag Team Championship (1 vez) -  con Akira Maeda

- Union of Wrestling Forces International
  - RPW World Heavyweight Championship (2 veces)

- Wrestle Association R
  - WAR World Six-Man Tag Team Championship (1 vez) - con Yuhi Sano & Masahito Kakihara
  - WAR Six Man Tag Team Title Tournament (1996) - con Yuhi Sano & Koki Kitahara

- Pro Wrestling Illustrated
  - Situado en el Nº106 en los PWI 500 de 1994[24]
  - Situado en el Nº27 en los PWI 500 de 1995[25]
  - Situado en el Nº36 en los PWI 500 de 1996[26]
  - Situado en el Nº43 en los PWI 500 de 1997[27]
  - Situado en el Nº178 en los PWI 500 de 1998[28]
  - Situado en el Nº13 con Akira Maeda en los 100 mejores tag teams de la historia - PWI Years, 2003[29]
  - Situado en el Nº43 dentro de los 500 mejores luchadores de la historia - PWI Years, 2003[30]

- Wrestling Observer Newsletter
  - Lucha de 5 estrellas (1984) contra Kazuo Yamazaki el 5 de diciembre
  - WON Mejor luchador técnico (1987)
  - WON Hall of Fame (Clase de 1996)

- Tokyo Sports Grand Prix
  - Luchador del año (1992)[31]
  - MVP (1992)
  - Equipo del año (1986)[32] - con Shiro Koshinaka
  - Premio al esfuerzo (1983)[32] compartido con Masanobu Fuchi
  - Lucha del año (1996)[31] contra Genichiro Tenryu el 11 de septiembre

- Nikkan Sports Grand Prix
  - Lucha del año (1996)[31] contra Shinya Hashimoto el 27 de abril

## Registro en artes marciales mixtas
| Resultado | Récord | Oponente         | Método                      | Evento                               | Fecha                    | Ronda | Tiempo | Localización              | Notas |
| --------- | ------ | ---------------- | --------------------------- | ------------------------------------ | ------------------------ | ----- | ------ | ------------------------- | ----- |
| Derrota   | 3-6-2  | Kiyoshi Tamura   | KO (puñetazo)               | PRIDE 23                             | 24 de noviembre de 2002  | 2     | 1:01   | Tokio, Japón              |       |
| Empate    | 3-5-2  | Mike Bernardo    | Empate                      | Inoki Bomb-Ba-Ye 2001 - K-1 vs Inoki | 31 de diciembre de 2001  | 3     | 3:00   | Saitama, Japón            |       |
| Empate    | 3-5-1  | Mirko Filipović  | Empate                      | PRIDE 17                             | 3 de noviembre de 2001   | 3     | 3:00   | Tokio, Japón              |       |
| Derrota   | 3-5    | Igor Vovchanchyn | Sumisión (golpes)           | PRIDE 11                             | 31 de octubre de 2000    | 2     | 3:18   | Osaka, Japón              |       |
| Derrota   | 3-4    | Royce Gracie     | Decisión (unánime)          | PRIDE Grand Prix 2000 Opening Round  | 30 de enero de 2000      | 1     | 15:00  | Tokio, Japón              |       |
| Victoria  | 3-3    | Alexander Otsuka | Sumisión (rear naked choke) | PRIDE 7                              | 12 de septiembre de 1999 | 2     | 1:32   | Yokohama, Kanagawa, Japón |       |
| Derrota   | 2-3    | Mark Kerr        | Sumisión (Kimura lock)      | PRIDE 6                              | 4 de julio de 1999       | 1     | 3:05   | Yokohama, Kanagawa, Japón |       |
| Victoria  | 2-2    | Mark Coleman     | Sumisión (heel hook)        | PRIDE 5                              | 29 de abril de 1999      | 2     | 1:44   | Nagoya, Aichi, Japón      |       |
| Derrota   | 1-2    | Rickson Gracie   | Sumisión (cross armbar)     | PRIDE 4                              | 11 de octubre de 1998    | 1     | 9:28   | Tokio, Japón              |       |
| Victoria  | 1-1    | Kyle Sturgeon    | Sumisión (heel hook)        | PRIDE 3                              | 30 de junio de 1998      | 1     | 2:17   | Tokio, Japón              |       |
| Derrota   | 0-1    | Rickson Gracie   | Sumisión (cross armbar)     | PRIDE 1                              | 11 de octubre de 1997    | 1     | 2:32   | Tokio, Japón              |       |

### Luchas de reglas mixtas
| Resultado | Récord | Oponente       | Método              | Evento | Fecha                   | Ronda | Tiempo | Localización | Notas |
| --------- | ------ | -------------- | ------------------- | ------ | ----------------------- | ----- | ------ | ------------ | ----- |
| Victoria  | 1-0    | Trevor Berbick | Decisión (abandono) | UWF-i  | 22 de diciembre de 1991 | 1     | 2:52   | Tokio, Japón |       |

## Filmografía
| Título                          | Papel              | Año  |
| Yawara                          | Él mismo           | 1989 |
| Simsons                         | Noriyuki Motoyima  | 2006 |
| Calling You                     | Profesor Yamaguchi | 2007 |
| Watashi no Yasashiku nai Senpai | Makoto Iriomote    | 2010 |
| Bokutachi no Play Ball          | Él mismo           | 2010 |
| Mou Yuukai Nante Shinai         | Repartidor         | 2012 |
| Idai Naru, Shurarabon           | Nami Natsume       | 2014 |

## Libros publicados
- Saikyō no Na no Moto Ni (1993)